# Ursula Lytton
Ursula Lytton (* 13. Februar 1949 in Aachen) ist eine deutsche Kunst- und Bauhistorikerin, Germanistin und Kuratorin.

## Werdegang
Das Studium an der RWTH Aachen absolvierte sie in Kunstgeschichte bei Hans Holländer, Architekturtheorie bei Manfred Speidel, Albrecht Mann in Baugeschichte, Thomas Kramer Ältere Deutsche Literatur mit dem Abschluss eines Magister Artium im Jahr 1981. Der Erlangung des akademischen Grades folgte nach kurzer Lehrtätigkeit in Aachen 1984 ein Forschungsstipendiat und Lektorat an der Keiō-Universität Tokio. Themenschwerpunkte waren sakrale Riten und Bräuche des Shugendō der Dewa-Berge Nordjapans, traditionelle japanische Architektur insbesondere im Bereich der Kampfsportarten, Budō. Im Fokus war die Dojo-Architektur des Bogenschießens, Kyūdō. Selbst praktizierte Lytton Kyūdō nach den Regeln der Heki-Schule, Insai-ha, unter den Lehrmeistern Genshiro Inagaki an der Waseda-Universität, Tokyo und unter Toshio Mori an der Universität Tsukuba, Ibaraki.
Im Jahr 1985 wurde Lytton in den wissenschaftlichen Beirat der OAG, Ostasiatische Gesellschaft, Tokyo, berufen. Sie referierte bei zahlreichen internationalen Konferenzen zu den Themen ostasiatische Kunst, Kultur und Architektur sowie über tradierte Wertesysteme und ihre Bedeutung in der zeitgenössischen Gesellschaft. Ihre Recherchen wurden in Print- und TV-Medien verbreitet. Parallel zu ihren wissenschaftlichen Aktivitäten war sie zwischen 1987 und 1991 als Kultur- und PR-Referentin im Wirtschaftsministerium der Präfekturregierung Yamagata tätig, wobei sie die Präsentation kultureller Schätze Tōhokus in Japan, USA und Europa unterstützte.
Nach ihrer Rückkehr aus Japan 1991 war Lytton ein Jahrzehnt tätig als Leiterin Public Relations für Mitsubishi Electric Europe B.V. mit Hauptsitz in London, UK. Sie begleitete u. a. die Errichtung und Inbetriebnahme einer Fertigungsstätte für Halbleiter in Alsdorf, NRW, verantwortete Unternehmenskommunikation und pflegte die Corporate Identity der europäischen Mitsubishi Electric Niederlassungen. Seit 2000 war sie für C&P Asset Management in Luxemburg tätig.
Seit 2004 konzentriert sich Lytton verstärkt auf Aufgaben im Kunst- und Kulturbereich. Seither ist sie u. a. Gründungs- und Vorstandsmitglied der Deutsch-Chinesischen Gesellschaft Neuss e.V. Sie kuratiert Ausstellungen sowohl für die Gesellschaft als auch für Galerien sowie für zeitgenössische deutsche und chinesische Künstler. Ferner ist sie Autorin zahlreicher Referate zum Thema Kunst und traditionelle ostasiatische Kultur.

## Ausstellungen
- 1991 The Mountain as a Mandala – The Mandala as a Mountain, Colorado Universität, Boulder[5], USA
- 2007 Sezuan trifft Yin und Yang, Ausstellung mit einer Installation von Ming Ming Yin und Gemälden von I-shu Chen zum Thema Der gute Mensch von Sezuan Schauspiel von Bertolt Brecht, Rheinisches Landestheater Neuss[6].
- 2008 Aktuelle chinesische Kunst, Ausstellung mit Werken der Künstler Jia He und Jun-Yuan Zhao, 7. Kulturnacht Neuss: China-Kulturtag der VHS in Kooperation mit der Deutsch-Chinesischen Gesellschaft[4] VHS Neuss
- 2009 Chinesische Tuschmalerei[7] mit Werken von Gu Gan, Xu Zhong Ou, I-shu Chen, Rene Böll, Troner Art Consulting[8], Stilwerk, Düsseldorf
- 2009 East meets West, Kurator und Referent der Ausstellung mit Werken von Xu Zhong Ou, Loiic Madec und Michael Dickmann, Landestheater Neuss[6]
- 2009 10 hoch −35, Ausstellung von Skulpturen und Gemälden der Künstler Thomas Schönauer und Sascha Berretz, Galerie Freitag[9] 18.30, Aachen
- 2013 Datenskulpturen, Ausstellung mit Skulpturen, Grafiken und Gemälden von Matthias Hintz[10], 11. Kunstrundgang Merck Finck[11] & Co, Düsseldorf
- 2015 CHINA – Leute, Leben, Landschaften – Eine fotografische Reise mit Bildern von Eberhard Nowak[12]. Fotoausstellung zum 10 jähr. Jubiläum der Deutsch-Chinesischen Gesellschaft[4] Neuss, Sparkasse Neuss

## Publikationen (Auswahl)
- Hans Scharoun – Eine Monographie. Peter Blundell Jones; Krämer Verlag, Stuttgart 1979, Übersetzung aus dem Englischen mit Manfred Speidel und Uwe Kortlepel
- Shamanism, Leisure and Kyudo. International Conference on Human Values, Tokyo 1984
- What is Missing? – A Survey of European Art Concepts. Keio University, Tokyo 1985, Kolloquium Prof. Miyake
- Zur Bedeutung der Spirale als Symbol des Wandels. Philosophy, No 84, Keio-Universität, Tokyo 1987
- Inside and Outside of a Kyu-Dojo – An Anthropological Approach. 32nd International Conference of Orientalists[13] in Japan, The Toho Gakkai, Tokyo 1987
- Aspects of Dual Symbolic Classification: Right and Left in a Japanese Kyu-Dojo.[14] Asiatic Society of Japan, Tokyo 1988
- Andere Aspekte des Kyudo – Eine anthropologische Studie. Anthropos[15] 2/1989, St. Augustin, NRW
- Shoureisai – The New Year’s Festival at Mount Haguro. 34th International Conference of Orientalists in Japan[13], The Toho Gakkai, Tokyo 1989
- Aspects of Dual Symbolic Classification: Right and Left in a Japanese Kyu-Dojo. Asian Folklore Studies 2/1989, Nagoya, Japan
- Routes and Places of Pilgrimage. International Conference on Human Values, Tokyo 1989
- Killing Time – An Intercultural Survey on Concepts of Leisure. Journal of Japanese Studies 1/1990, Yamagata University[16], Yamagata City
- Death and Transformation – A Study of a Religio-Aesthetic Concept in Japan. The International Association of Japanese Studies. 1990
- Nihon no Sei naru Shizen – Die Heiligkeit der Natur in Japan. Beitrag in Dewasanzan to Nihonjin no Seishin Bunka, Dewasanzan und die geistige Kultur Japans. Pelikan Publishing Inc., Tokyo 1994
- In Red the Angels, Bilderzyklus von Renate Müller-Drehsen. Beitrag zur Webseite der Morinaga-Angel Foundation[17], Tokyo 2005
- Dreistigkeit. Beitrag zur Festschrift der Volksbank Sulingen, Enthüllung der Skulptur Millstone von Thomas Schönauer, Sulingen[18], 2006
- Grenzgänger. Aufsatz in der Monographie Bildarchitekturen – Sascha Berretz.[19], mit Koautoren Stefan Skowron, Nadya Bascha, Kühlen Verlag, Mönchengladbach 2007
- Tempora mutantur et sicut mutamur. Text zum Katalog der Ausstellung von Qi Yang, Tang Chenghua, Xiangdong Chen, Liao Shiou-Ping, New York 2008
- Stahl +. Beitrag zum Katalog 2008+. Ausstellung mit Werken von Thomas Schönauer, Galerie Noack[20], Mönchengladbach 2008
- Thomas Schönauer – Vom Himmel gefallen. mit Koautoren Bernd Kortländer, Barbara Schildt-Specker, Rainer Zimmermann, Nicolaische Verlagsbuchhandlung GmbH, Berlin 2009
- Gestaltete Gärten. Beitrag in Landscape Paintings – engineered by Thomas Schönauer. mit Koautoren Volkmar Hansen[21], Juliane Zetzsche, Dorothee Achenbach, Andreas Kipar, Nicolaische Verlagsbuchhandlung GmbH, Berlin 2012

## Presse (Print)
- Leute in Aachen, Heute: Ursula Lytton. In: Aachener Nachrichten. 8. Juni 1991
- Ein kurzer Weg vom Förderrad zum Chip. In: Aachener Nachrichten. 23. Mai 1992
- Ja, ich esse einen Schuh. In: FAZ Allgemeiner Hochschulanzeiger. WS 92/93
- Von Heiligtümern zu Halbleitern. In: Aachener Volkszeitung. 13. Februar 1993
- Härtetest in Tokyo. In: Cosmopolitan. Nr. 8, August 1994
- Ausstellung Rheinisches Landestheater Neuss mit Werken von I-shu Chen und Ming-Ming Yin. In: Stadtkurier Neuss. 1. September 2007
- (INTERBODEN, Innovative Lebenswelten): Enthüllung der Edelstahlskulptur Skink von Thomas Schönauer. In: Lebenswelten. 2/2008
- I-shu Chen stellt in Ponitz aus. In: Ostthüringer Zeitung. 12. Juni 2009
- Erlebnisse mit Asiens Kunst, Rene Böll, I-shu Chen, Ursula Lytton. In: Welt am Sonntag. 24. Mai 2009
- Chinesischer Drache und Neusser Löwe. In: Neuss-Grevenbroicher Zeitung. 29. November 2008
- 10 Jahre Deutsch-Chinesische Gesellschaft, Foto-Ausstellung Sparkasse Neuss In: Neuss-Grevenbroicher Zeitung. 3. November 2015